# Okresní soud v Prachaticích
Okresní soud v Prachaticích je okresní soud se sídlem v Prachaticích, který je co do počtu soudců jedním z nejmenších českých okresních soudů a jehož odvolacím soudem je Krajský soud v Českých Budějovicích. Soud se nachází ve starší budově v Pivovarské ulici a rozhoduje jako soud prvního stupně ve všech trestních a civilních věcech, ledaže jde o specializovanou agendu (nejzávažnější trestné činy, insolvenční řízení, spory ve věcech obchodních korporací, hospodářské soutěže, duševního vlastnictví apod.), která je svěřena krajskému soudu.

## Soudní obvod
Obvod Okresního soudu v Prachaticích se zcela shoduje s okresem Prachatice, patří do něj tedy území těchto obcí:
Babice •
Bohumilice •
Bohunice •
Borová Lada •
Bošice •
Budkov •
Buk •
Bušanovice •
Čkyně •
Drslavice •
Dub •
Dvory •
Horní Vltavice •
Hracholusky •
Husinec •
Chlumany •
Chroboly •
Chvalovice •
Kratušín •
Křišťanov •
Ktiš •
Kubova Huť •
Kvilda •
Lažiště •
Lčovice •
Lenora •
Lhenice •
Lipovice •
Lužice •
Mahouš •
Malovice •
Mičovice •
Nebahovy •
Němčice •
Netolice •
Nicov •
Nová Pec •
Nové Hutě •
Olšovice •
Pěčnov •
Prachatice •
Radhostice •
Stachy •
Stožec •
Strážný •
Strunkovice nad Blanicí •
Svatá Maří •
Šumavské Hoštice •
Těšovice •
Tvrzice •
Újezdec •
Vacov •
Vimperk •
Vitějovice •
Vlachovo Březí •
Volary •
Vrbice •
Záblatí •
Zábrdí •
Zálezly •
Zbytiny •
Zdíkov •
Žárovná •
Želnava •
Žernovice